# Romanas Chkouliavitchous
Romanas Chkouliavitchous (en russe : Романас Шкулявичус) est un joueur russe de volley-ball né le 21 février 1992 à Biržai. Il mesure 1,98 m et joue attaquant.

## Clubs
| Club      | De        | À   |
| --------- | --------- | --- |
| VK Grozny | 2013-2014 | ... |

## Palmarès
Néant.